# Пети лептир (филм)
Пети лептир је српски играни филм из 2014. године. Ово је први филм у српској кинематографији снимљен у 3Д технологији. Филм је режирао Милорад Милинковић, по сценарију који је урадио заједно са Саром Радојковић, а по мотивима истоименог романа Уроша Петровића.
Филм је своју премијеру имао у Београду 23. децембра 2014. године.

## О филму
Алекса, тринаестогодишњак без родитеља, заједно са својим пријатељима из Дома за незбринуту децу бива уплетен у мистериозну игру са оностраним, иза које стоји зли маг, адвокат Јовица Вук. Лукави старац користи видовитог дечака да допре до Злодолаца, припадника тајног реда средњовековних ратника кадрих да видају смртоносне ране и тако мењају ток историје. 
Очајнички желећи да се домогне њихове тајне бесмртности, Јовица Вук са хордом својих језивих послушника креће на мистичне витезове. Ту, на древним врлетима планине Таре, догодиће се нешто што нико није очекивао...

## Улоге
| Глумац               | Улога               |
| -------------------- | ------------------- |
| Михаило Јанкетић     | Јовица Вук          |
| Тања Бошковић        | Меланија            |
| Марко Николић        | Деда Душан          |
| Јелена Ђукић         | Невена              |
| Горан Радаковић      | Толстој             |
| Огњен Орешковић      | Алекса              |
| Петар Рацић          | Гордан              |
| Марија Радојковић    | Маја                |
| Михајло Милидраговић | Влада Грак          |
| Петар Божовић        | Витомир             |
| Љубомир Бандовић     | Злодолац Сребрни    |
| Лана Караклајић      | Млада Меланија      |
| Марко Јанкетић       | Млади Јовица Вук    |
| Марко Гверо          | Злодолац Црни       |
| Свен Јакир           | Злодолац Риђи       |
| Никола Вујовић       | Управник Дома       |
| Мина Николић         | Медицинска сестра   |
| Бранко Ђурић         | Доктор              |
| Сања Радишић         | Офталмолошкиња      |
| Татјана Венчеловски  | Наставница историје |
| Марко Радуловић      | Мали Јовица Вук     |
| Соња Кнежевић        | Станка              |
| Небојша Дракула      | Грмаљ 1             |
| Мирослав Пилиповић   | Грмаљ 2             |

## Занимљивости
- Куриозитет овог филма је и што је окупио три глумачке породице на једном месту. Наиме, у филму глуме Тања Бошковић, Михаило Јанкетић и Марко Николић, али и њихова деца Лана Караклајић, Марко Јанкетић и Мина Николић.
- Бели јеж, који се појављује у овом филму, назван је Џармуш по славном режисеру Џиму Џармушу.
- Премијера филма у Сава центру била је прва 3Д пројекција у историји те највеће биоскопске сале у Србији.
- Бели јеж из филма се не помиње у роману Пети лептир, већ у роману Деца Бестрагије, Уроша Петровића.